# Agata Szczęśniak
Agata Szczęśniak (ur. 21 marca 1980 w Garwolinie) – polska dziennikarka, redaktorka, socjolożka i działaczka lewicowa.

## Życiorys
Ukończyła studia w Instytucie Stosowanych Nauk Społecznych Uniwersytetu Warszawskiego (praca magisterska o Janie Strzeleckim). Studiowała także w Instytucie Filozofii tej samej uczelni, była też wolną słuchaczką Uniwersytetu Yale. Ukończyła podyplomowe studia polityki zagranicznej w Polskim Instytucie Spraw Międzynarodowych i Collegium Civitas.
Była współzałożycielką Stowarzyszenia im. Stanisława Brzozowskiego i – do 2012 – wicenaczelną Krytyki Politycznej. Związana z ruchami społecznymi: Obywatele Kultury i Kongres Kobiet.
W latach 2005–2008 pracowała jako redaktor działu Opinie Gazety Wyborczej. Od 2016 roku związana z portalem OKO.press, wydawanym przez Fundację Ośrodek Kontroli Obywatelskiej „OKO”, przez pierwszy rok jako wicenaczelna. Regularnie komentuje m.in. dla „Gazety Wyborczej”, portalu Gazeta.pl, Tok FM, TVN24 i Polsat News.
W 2014 współtworzyła jako dramaturg spektakl „Europa. Śledztwo” w niezależnym teatrze Komuna Warszawa. Od 2018 razem z innymi feministkami tworzy internetowy program satyryczny „Przy kawie o sprawie”. 
Od 2022 roku prowadzi audycję „Jest temat!” w radiu TOK FM. A od lipca 2023 wraz z Dominiką Sitnicką współprowadzi „Program polityczny” (program na YouTubie i podcast).